# Емі Понд

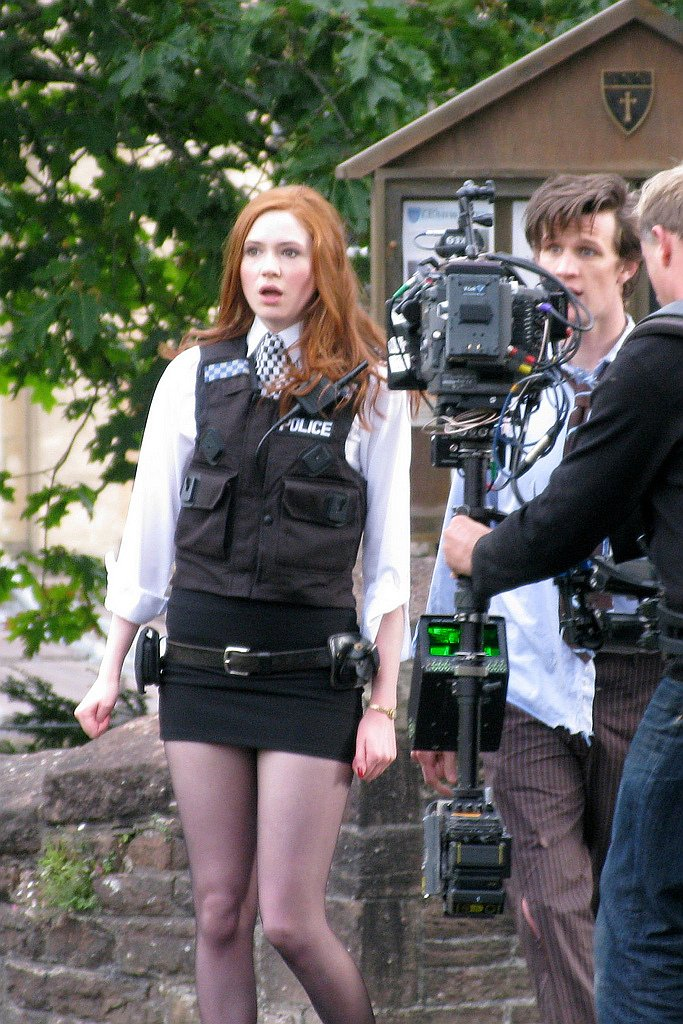

Амелія Джессіка (Емі) Понд (англ. Amelia Jessica (Amy) Pond) інший варіант перекладу імені Емілія— персонаж британського науково-фантастичного серіалу Доктор Хто, зіграний шотландською актрисою Карен Гіллан. Вперше з'являється в першому епізоді 5 сезону «Одинадцята година». Була супутницею Одинадцятого Доктора протягом 5, 6 сезонів та першої частини 7 сезону.